# 高橋重信
高橋 重信（たかはし しげのぶ / じゅうしん、1918年（大正7年）4月9日 - 1980年（昭和55年）7月30日）は、日本の教育者、政治家。衆議院議員。

## 経歴
岐阜県出身。1938年（昭和13年）岐阜県師範学校を卒業し、1944年（昭和19年）同研究科を卒業した。
小学校訓導、陸軍伍長、岐阜県下国民学校訓導、中学校教諭、岐阜市教育委員会副委員長、日本社会党岐阜県本部書記長、岐阜県議会議員（3期）などを務めた。
1963年（昭和38年）11月の第30回衆議院議員総選挙に岐阜県第1区から選出された、大野伴睦、三田村武夫の死去に伴い、 1964年（昭和39年）12月に実施の補欠選挙で当選し、衆議院議員を1期務めた。
その他、日中友好協会岐阜県支部理事長、全国学校生活協同組合常務理事、岐阜県流通センター協同組合連合会会長、中京タクシー社長などを務めた。
1980年7月、心不全により岐阜市の岐阜県立岐阜病院（現岐阜県総合医療センター）で死去した。